# Ingeniería ecológica
La ingeniería verde o ecológica hace referencia al diseño de productos y procesos aplicando procesos y productos financieramente y tecnológicamente factibles de una manera que simultáneamente disminuye la cantidad de contaminación que se genera por una fuente, minimiza la exposición a peligros potenciales (incluyendo la reducción de toxicidad y mejoras al uso de la materia y la energía a lo largo de todo el ciclo de vida del producto y de los procesos), así como proteger la salud del ser humano sin renunciar a la eficiencia económica y la viabilidad. Como tal, la ingeniería verde o ecológica, no es en realidad una disciplina de ingeniería en sí misma, sino un marco general de ingeniería para todas las disciplinas de diseño.

## Principios
La ingeniería verde (ecológica) se adhiere a nueve principios rectores. Un diseñador debe esforzarse por:
1. La ingeniería de procesos y los productos de forma holística, el uso del análisis de sistemas, e integrar herramientas de evaluación de impacto ambiental.
2. Conservar y mejorar los ecosistemas naturales, al mismo tiempo que protege la salud y el bienestar humanos.
3. Utilizar el pensamiento del "ciclo de vida" o "vida útil" en todas las actividades y fases de la ingeniería.
4. Asegurarse de que todas las entradas y salidas de materiales y de energía sean tan intrínsecamente seguras y benignas como sea posible.
5. Minimizar el agotamiento de los recursos naturales.
6. Evitar el desperdicio.
7. Desarrollar y aplicar soluciones de ingeniería, al mismo tiempo que el conocer la geografía, las aspiraciones y las culturas locales.
8. Crear soluciones de ingeniería más allá de las tecnologías actuales o dominantes; Mejorar, innovar e inventar (tecnologías) para lograr sostenibilidad.
9. Involucrar activamente a las comunidades y las partes interesadas en el desarrollo de soluciones de ingeniería.[2][3]

## Enfoque de sistemas
En diferentes grados, todas las disciplinas de ingeniería se dedican a la ingeniería ecológica. Esto incluye diseño sostenible, análisis de ciclo de la vida (LCA), prevención de contaminación, diseño para el entorno (DfE), diseño para el desmontaje (DfD), y diseño para reciclaje (DfR). Como tal, la ingeniería verde es un subconjunto de la ingeniería sostenible. La ingeniería ecológica implica cuatro enfoques básicos para mejorar los procesos y productos para hacerlos más eficientes desde el punto de vista ambiental.
1. Reducción de residuos;
2. Administración de materiales;
3. Prevención de contaminación; y,
4. Mejora del producto.

La ingeniería verde aborda el diseño desde una perspectiva sistemática, lo que significa que deben integrarse numerosas disciplinas profesionales. Además de todas las disciplinas de ingeniería, la ingeniería ecológica incluye la planificación del uso del suelo, la arquitectura, la arquitectura del paisaje y otros campos de diseño, así como las ciencias sociales (por ejemplo, para determinar cómo varios grupos de personas utilizan productos y servicios). Los diseñadores siempre se han preocupado por el espacio. Los arquitectos consideran "el sentido del lugar". Los ingenieros ven el mapa del sitio como un conjunto de flujos a través de sus límite Los urbanistas consideran las combinaciones de estos sistemas sobre regiones más grandes, por ejemplo las áreas urbanas. El análisis del ciclo de vida es una importante herramienta de la ingeniería verde, que proporciona una visión holística de la totalidad de un producto, proceso o actividad, que abarca las materias primas, la fabricación, el transporte, la distribución, el uso, el mantenimiento, el reciclado y su desecho. El primer paso en una evaluación del ciclo de vida es reunir datos sobre el flujo de un material a través de una sociedad identificable. Una vez los componentes de dicho flujo son conocidos, se estiman las funciones e impactos importantes de cada paso en la producción, fabricación, uso y recuperación / eliminación. Por lo tanto, en el diseño sostenible, los ingenieros deben optimizar para las variables que dan el mejor rendimiento en marcos temporales.
El enfoque de sistemas empleado en la ingeniería ecológica es similar a la ingeniería de valor (VE). Daniel A. Vallero considera que la ingeniería ecológica es una forma de VE, porque ambos sistemas requieren que todos los elementos y vínculos dentro del proyecto general sean considerados para mejorar el valor del proyecto. Cada componente y paso del sistema debe ser desafiado. La determinación del valor global se determina no solo por la rentabilidad de un proyecto, sino también por otros valores, incluidos los factores ambientales y de salud pública. Por lo tanto, el sentido más amplio de VE es compatible con y puede ser idéntico a la ingeniería ecológica, ya que VE tiene como objetivo la eficacia, no sólo la eficiencia, es decir, un proyecto está diseñado para lograr múltiples objetivos, sin sacrificar ningún valor importante. Eficiencia es un término de ingeniería y termodinámica para la relación entre una entrada y una salida de energía y masa dentro de un sistema. A medida que la relación se aproxima al 100%, el sistema se vuelve más eficiente. La eficacia requiere que se cumplan las eficiencias para cada componente, pero también que la integración de los componentes conduzca a un diseño eficaz basado en valores múltiples. La ingeniería verde es también un tipo de ingeniería concurrente, ya que las tareas deben ser paralelas para lograr múltiples objetivos de diseño.